# Parker en Badger
Parker en Badger is een Franse humoristische stripreeks geschreven en getekend door Marc Cuadrado.

## Inhoud
De strip draait rond Parker, een werkloze nietsnut, en de das Badger, zijn intelligentere huisgenoot. Badger is echter geen huisdier maar de adoptief broer van Parker. Een running gag is het conflict met hun huisbaas, meneer Garcia, over de achterstallige huur. Een ander nevenpersonage is Clarisse, de onbereikbare liefde van Parker. 
De strip werd voorgepubliceerd in weekblad Spirou en de gebundelde gags verschenen in album bij uitgeverij Dupuis.

## Ontstaan
Tijdens zijn verblijf in Canada tekende Marc Cuadrado een humoristische strip, Alex Presso, voor het magazine Vélo Mag. Deze strip ging over een fietskoerier en zijn hond. Bij zijn terugkeer in Frankrijk stopte Marc Cuadrado deze strip, maar het concept van een domme man met zijn intelligente huisdier heeft hij opnieuw gebruikt in Parker en Badger. Een andere inspiratiebron waren Laurel en Hardy. Ook zij zijn twee losers op zoek naar werk, die een bed delen.

## Albums
1. Een duo uit duizend (2003)
2. Oeps! (2004)
3. Opgelet! Overstekende dassen (2004)
4. Helemaal zien! (2006)
5. Da's mijn broer! (2006)
6. Jobtrotters in de U.S.A. (2008)